# الحصة (السياني)

تعديل مصدري - تعديل

الحصة محلة تابعة لقرية ذي الوسع، التابعة لعزلة النقيلين بمديرية السياني إحدى مديريات محافظة إب في الجمهورية اليمنية.، بلغ تعداد سكانها 63 حسب تعداد اليمن لعام 2004.